# Catadelphus atrox
Catadelphus atrox là một loài tò vò trong họ Ichneumonidae.